# اختبار ناردي
اختبار ناردي (بالإنجليزية: Nardi test)‏ ويسمى أيضًا باختبار استفزاز وحث المورفين نيوستيجمين (بالإنجليزية: morphine-neostigmine provocation test)‏ هو اختبار لاختلال وظيفي في العضلة العاصرة لأودي، وهو صمام يفرق القناة الصفراوية عن الاثني عشر، يتم إعطاء دوائين، المورفين والنيوستيغمين، للأشخاص الذين يعانون من أعراض تتعلق بضعف العضلة العاصرة، بما في ذلك ألم حاد في البطن من الجانب الأيمن، إذا تم حدوث الألم مع الأدوية، فمن المحتمل أن يكون الخلل وظيفيًا، يتنبأ الاختبار بشكل قليل على وجود خلل وظيفي، ونادراً ما يستخدم اليوم، تم تسمية اختبار ناردي نسبة إلى جورج ناردي، الذي وصف الإجراء لأول مرة في عام 1966.